# فرانك باين
فرانك باين (بالإنجليزية: Frank Payne)‏ هي فنانة أسترالية، ولدت في 7 مايو 1885 في Kangaroo Point, Queensland ‏ في أستراليا، وتوفيت في 11 يوليو 1976 في Normanhurst ‏ في أستراليا.